# Émile Cohl
Émile Courtet, más conocido como Émile Cohl, fue un dibujante y animador francés, nacido en París el 4 de enero de 1857 y fallecido en Villejuif el 20 de enero de 1938. Fue uno de los pioneros de los dibujos animados. Alumno del caricaturista André Gill.

## El dibujo animado

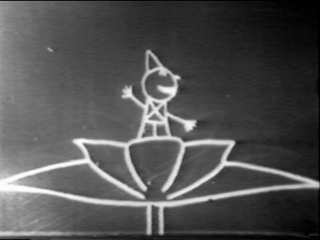
Fantasmagorie

En 1892, Las Pantomimas Luminosas de Émile Reynaud, los primeros dibujos animados en la historia del cine, son presentados en el Museo Grévin a través del Teatro óptico, sistema de proyección sobre pantalla grande de dibujos trazados y coloreados directamente sobre una película de cinema 70 mm constituida por una serie de cuadros de gelatina protegidos de la humedad por un recubrimiento de goma-laca (procedimiento abandonado después, porque no permitía la impresión de copias, tomando en cuenta que las películas eran en blanco y negro en esa época).
En 1906, se descubre una nueva técnica para el cine, llamado "el giro de la manivela", proceso que en Francia "se llamó "el movimiento americano." Este era todavía desconocido en Europa", ya que "el giro de manivela" proviene de la compañía Vitagraph Company, que lo utilizaba para poner objetos inanimados en movimiento. El primer dibujo animado del cine estadounidense es, Humorous Phases of Funny Faces (Fases humorísticas de caras graciosas), realizado por James Stuart Blackton, donde vemos dibujos blancos trazados con gis sobre un fondo negro, que muestran una joven pareja mirándose con amor, luego envejecen, se vuelven feos, el marido fuma un grueso cigarro y asfixia en una nube de humo a su esposa que hace muecas; entonces la mano del diseñador borra todo. Nació el dibujo animado sobre película de 35 mm.
A su vez, Émile Cohl creó Fantasmagorie, la cual fue proyectada por primera vez el 17 de agosto de 1908, en el Théâtre du Gymnase (Teatro del Gimnasio) en París, por la sociedad Gaumont.
De 1908 a 1923, Émile Cohl realiza trescientas películas, la mayoría de las cuales fueron precursoras para el cinema de animación, tomando en cuenta que animó de con el mismo éxito cerillos, recortes de papel, marionetas, o... ¡calabazas! Sus películas fueron realizadas para las compañías cinematográficas francesas Lux, Gaumont, Pathé y Éclipse. Cohl trabajó también para la sucursal de Éclair en Fort Lee, Estados Unidos de 1912 a 1914, como director de animación.
La creatividad, tanto técnica como artística, de lo que conocemos hoy de su obra (solo 65 películas se han encontrado hasta el momento) hacen de Émile Cohll una de las mentes más innovadora e importante del séptimo arte.

## La vida de Émile Cohl

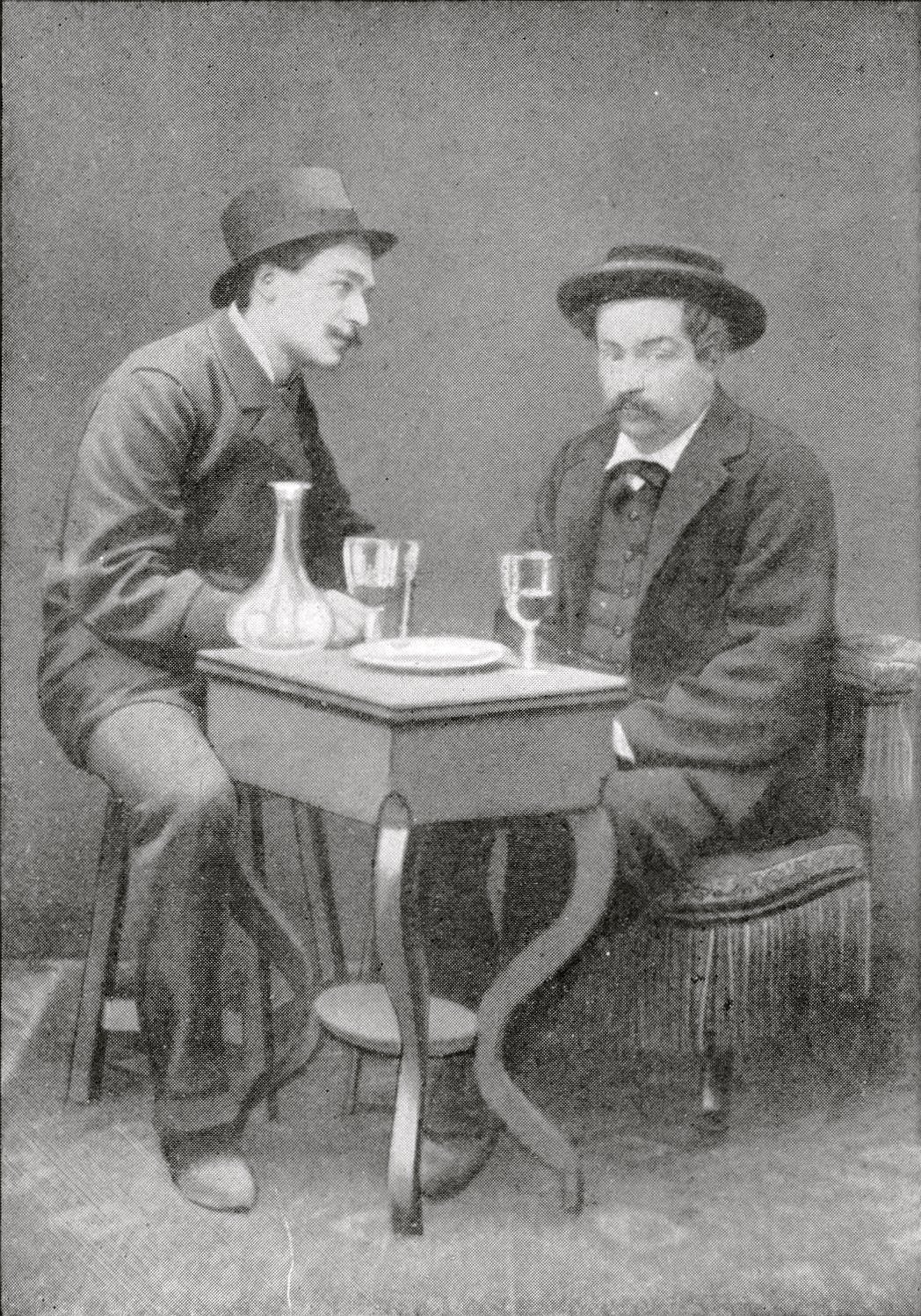
Émile Cohl y André Gill

Mil usos de genio, Cohl fue también caricaturista, ilustrador, fotógrafo, autor de comedias, actor, pintor, periodista e ilusionista. Caricaturista reconocido al final del siglo XIX, alumno de André Gil, coquetea con los movimientos que más tarde influenciarán el movimiento surrealista. Era cliente asiduo de los cabarets parisinos Le Chat Noir y el Lapin Agile en Montmartre. También fue miembro de 2 clubes literarios Les Hydropathes, luego Les Incohérents Las Artes Inco. Del 23 de diciembre de 1893 al 14 de julio de 894, diseña las portadas de La Libre Parole Illustrée (del n.º 24 al n.º 53) de las cuales, unas son francamente antisemitas.
Frecuenta numerosos autores como Victor Hugo y Paul Verlaine. Conoció también a cineastas como Sacha Guitry y Georges Mélies, quien murió el mismo día que él, con tan solo unas horas de diferencia.
Casado a la edad de 24 años, en 1881, con Marie Louise Servat, tendrá una hija en 1883 de nombre Andrée, en honor a Gill; organiza una suscripción para apoya a su amigo encerrado al Hospital Psiquiátrico de Charenton. A partir de 1886, su esposa tiene una aventura amorosa con Henry Gauthier-Villars, llamado Willy (quien más tarde será el marido de Colette); los dos amantes tienen un hijo juntos. Este episodio llevó al segundo duelo con espadas en la vida de Émile Cohl, el 25 de octubre de 1886 (su primer duelo fue contra Jules Jouy en 1880).
Su segunda esposa, Suzanne, hija de Hippolyte Camille Delpy, pintor de la escuela de Barbizon, alumno de Jean-Baptiste Corot y Charles-François Daubigny. Con Suzanne tienen un hijo: André.

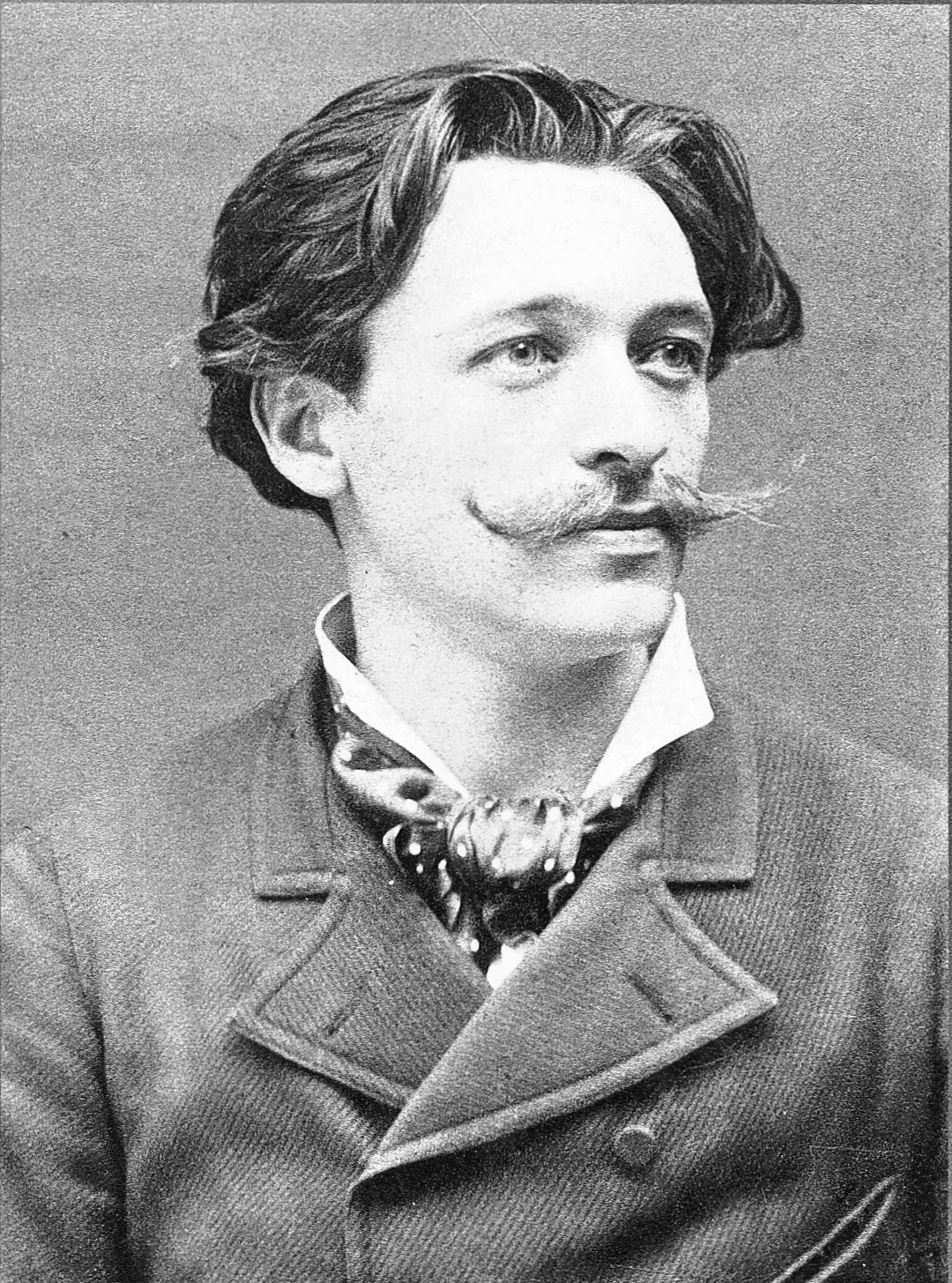
Retrato Émile Cohl (alrededor1885, 1890)
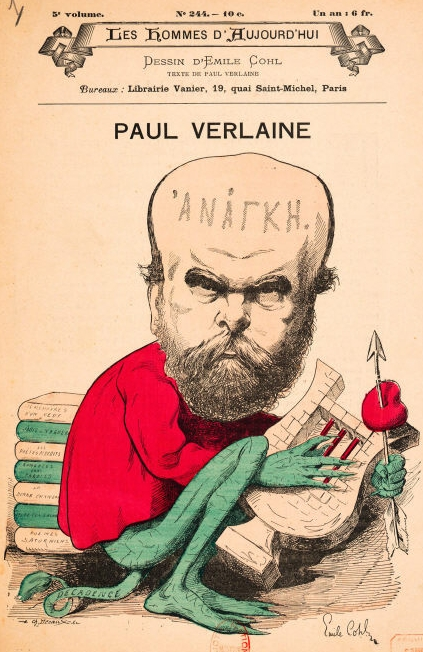
Caricatura Paul Verlaine
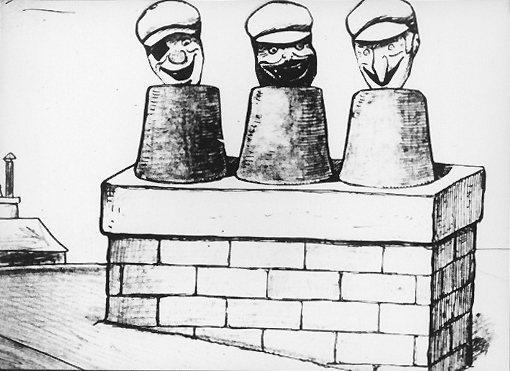
Las Aventuras de los Pieds Nickelés.
- Fantasmagorie, 1908 (video)
- Mobilier Fidèle (video)

## Películas animadas en orden cronológico
- 1908: su primer dibujo animado, Fantasmagorie.
- 1908: el primer héroe de dibujos animados, Fantoche
- 1908: el stop motion, Les Allumettes animées (Los cerillos animados)
- 1910:
- su primera película con marionetas, Le Tout Petit Faust (El Pequeñito Fausto )

- su primer dibujo animado en color, Le Peintre néo-impressionniste (El Pintor neo-impresionista)

- su primer dibujo animado educativo, La Bataille D'Austerlitz (La Batalla de Austerlitz)

- 1911: la pixiliación (stop motion con personas), Jobard ne peut pas voir les femmes travailler (Jobard no puede ver las mujeres trabajar)
- 1917:

- el primer dibujo animado inspirado por un cómic, Les Aventures des Pieds Nickelés (Las aventuras de los Pieds Nickelés).[5]
- la primera serie de dibujos animados Le Chien Flambeau (El perro Flambeau)

## Filmografía parcial como director
- 1908: Fantasmagorie
- 1908: Le Cauchemar de Fantoche[5]
- 1908: Un drame chez les fantoches
- 1908: Les Frères Boutdebois
- 1909: Clair de lune espagnol
- 1909: Les Joyeux microbes[5]
- 1909: Le Ratelier de la belle-mère
- 1909: Affaires de coeur
- 1910: Le Peintre néo-impressionniste
- 1910: Le Mobilier fidèle
- 1910: En route
- 1910: Le Songe d'un garçon de café
- 1911: Le Retapeur de cervelles[5]
- 1914: Les Allumettes fantaisies

## La posteridad
- Se le dio su nombre a una distinción que reconoce películas animadas anualmente: el Prix Émile-Cohl (Premio Émile-Cohl).
- Una plaza en el distrito 12 de París lleva su nombre.
- En Lyon, una escuela de dibujo, École Émile-Cohl, fue creada en 1984.
- Su nieto, Pierre Courtet-Cohl (1932-2008), ha trabajado para difundir el conocimiento y el reconocimiento de la obra de Émile Cohl en Francia y en el extranjero. Muy activo en el mundo de la animación y de los primeros tiempos del cinema, fue en especial el responsable de la gran retrospectiva del Centenario Émile Cohl, organizada bajo el impulso de Xavier Kawa-Topor y del Foro de las Imágenes en la Cinemateca Francesa en 2008, con el apoyo de los Archives Françaises du Film (Archivos Franceses del Cine) y de la Cinemáteca Gaumont.

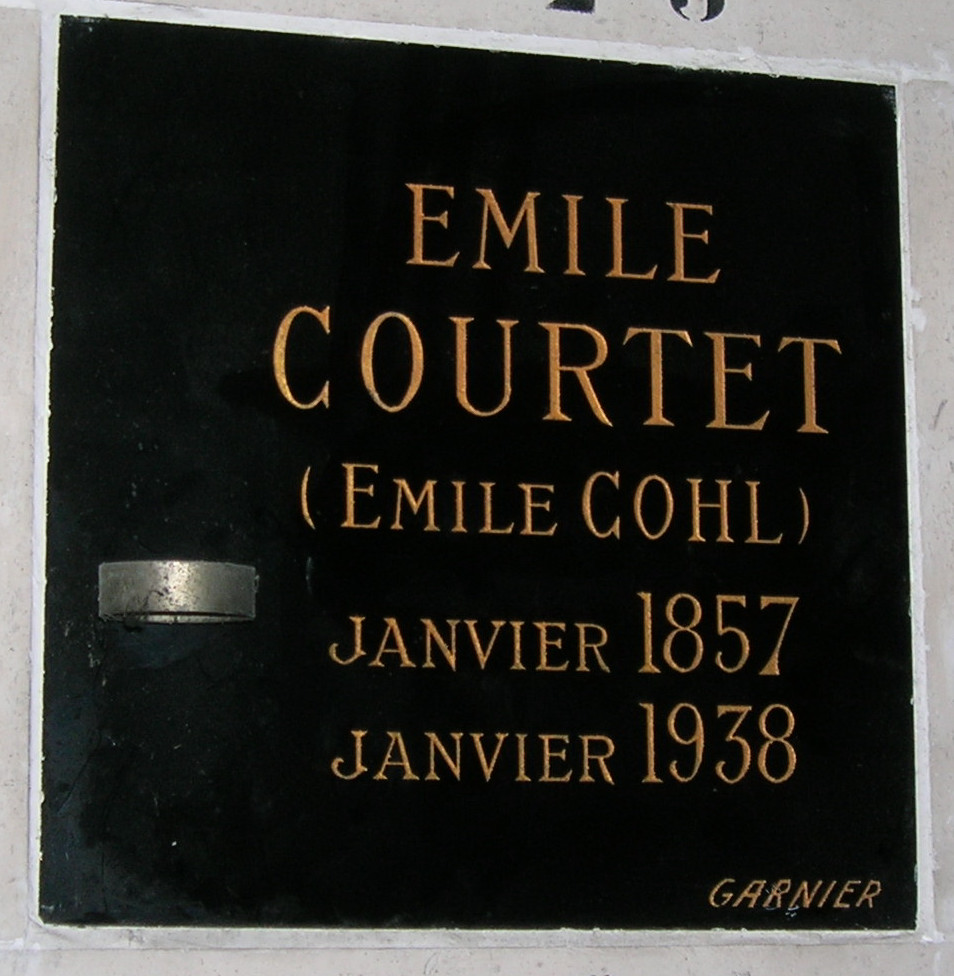
Placa conmemorativa en el cementerio del Père Lachaise
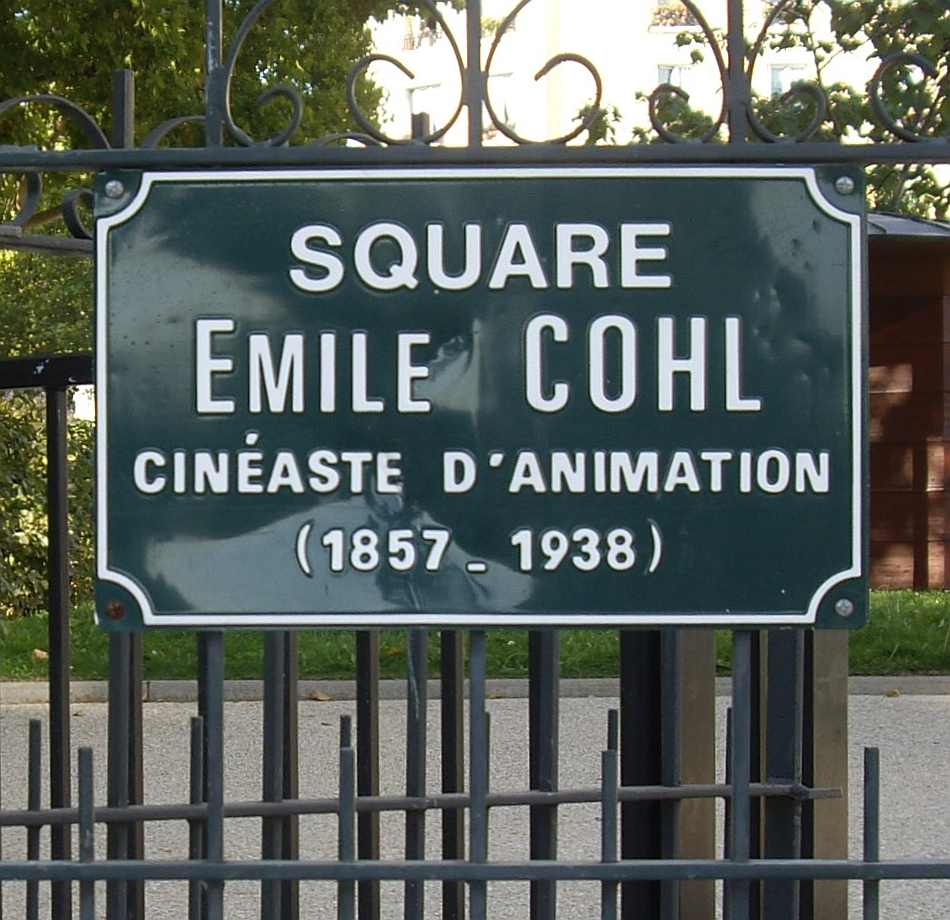
Placa del parque Émile Cohl

## Sobre Émile Cohl
- (fr) Émile Cohl: L'agitateur aux mille images. 1908-1910, Gaumont vidéo, Paris, 2009, 323' (2 DVD)
- El Legado de Émile Cohl, Darío Lavia, Quinta Dimensión, 2003,[1]